# Cudillero (parroquia)
Cudillero (Cuideiru en asturiano) es una parroquia del concejo homónimo, en el Principado de Asturias (España). Alberga una población de 1.336 habitantes (INE 2016) en 1.193 viviendas. Ocupa una extensión de 0,51 km².
Está situada al noreste del municipio. Limita al norte con el mar Cantábrico; al este y sureste, con la parroquia de Piñera; y al oeste y suroeste, con la de San Juan de Piñera.

## Poblaciones
Según el nomenclátor de 2016 la parroquia está formada por una única población:
- Cudillero (Cuideiru en asturiano) (villa): 1.336 habitantes.